# Kiss (album Kiss)
Kiss – debiutancki album amerykańskiej grupy rockowej Kiss wydany w lutym 1974 roku. W chwili wydania albumu zespół istniał dopiero rok, więc większość utworów na albumie jest autorstwa Gene’a Simmonsa i Paul Stanleya lub są to piosenki z repertuaru zespołu poprzedzającego Kiss. Simmons szacuje, iż cały proces nagrywania i miksowania albumu trwał trzy tygodnie, zaś koproducent Richie Wise uważa, iż grupa miała tylko trzynaście dni.
Płyta została nagrana w Bell Sound Studios w Nowym Jorku.

## Utwory
1. „Strutter” (Gene Simmons, Paul Stanley) – 3:12
  - Wokal – Paul Stanley
2. „Nothin' to Lose” (Simmons) – 3:29
  - Wokal – Gene Simmons i Peter Criss
3. „Firehouse” (Stanley) – 3:19
  - Wokal – Paul Stanley
4. „Cold Gin” (Ace Frehley) – 4:23
  - Wokal – Gene Simmons
5. „Let Me Know” (Stanley) – 3:01
  - wokal – Gene Simmons i Paul Stanley
6. „Kissin' Time” (Bernie Lowe, Kal Mann) – 3:54
  - wokal – Gene Simmons, Paul Stanley, Peter Criss
7. „Deuce” (Simmons) – 3:08
  - wokal – Gene Simmons
8. „Love Theme from Kiss” (Peter Criss, Frehley, Simmons, Stanley) – 2:26
  - Instrumental
9. „100,000 Years” (Simmons, Stanley) – 3:25
  - wokal- Paul Stanley
10. „Black Diamond” (Stanley) – 5:14
  - wokal – Paul Stanley (intro) i Peter Criss

## Twórcy
- Gene Simmons – gitara basowa, wokal
- Paul Stanley – gitara rytmiczna, wokal
- Ace Frehley – gitara prowadząca, wokal wspierający w „Nothin' To Lose” i w „Black Diamond”
- Peter Criss – perkusja, wokal